# Snövit streckmätare
Snövit streckmätare (Cabera pusaria) är en fjärilsart som beskrevs av Carl von Linné 1758. Snövit streckmätare ingår i släktet Cabera och familjen mätare. Arten är reproducerande i Sverige. Inga underarter finns listade i Catalogue of Life.

## Bildgalleri

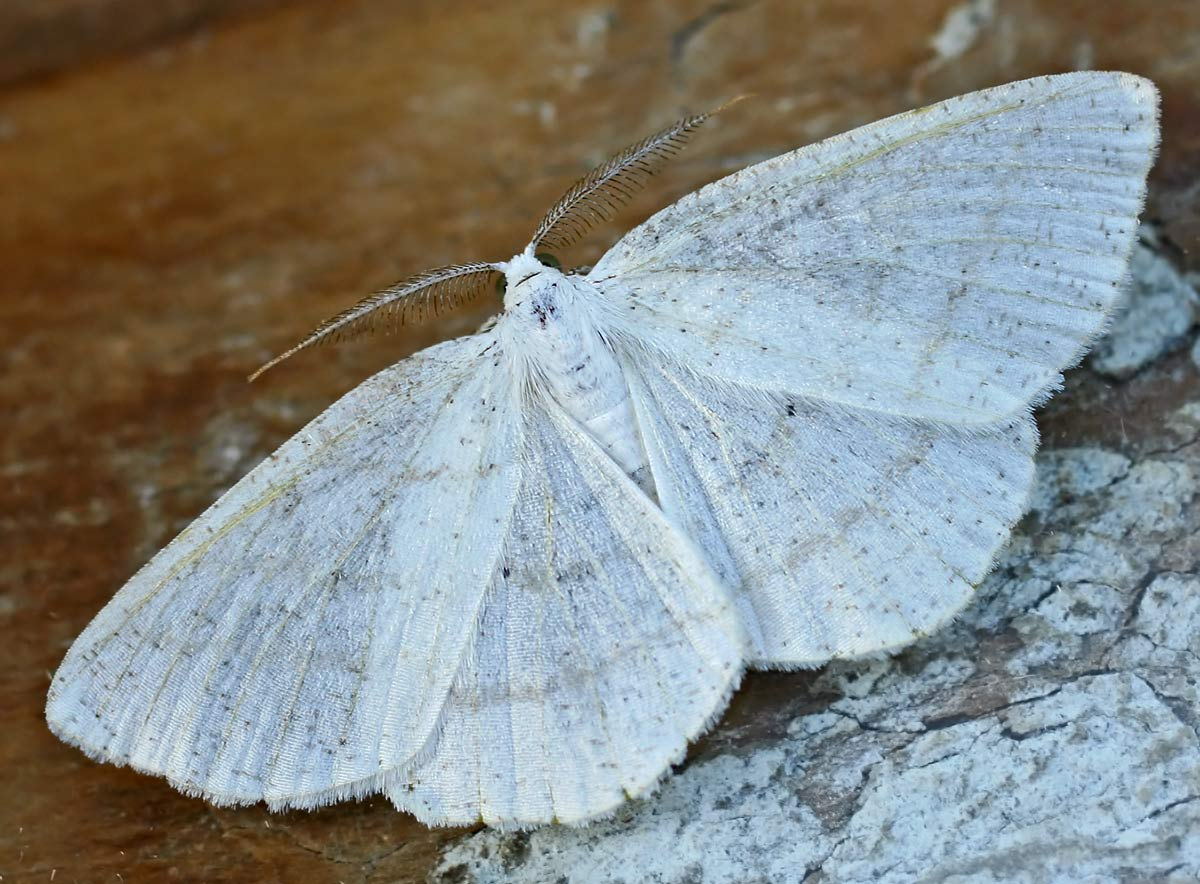
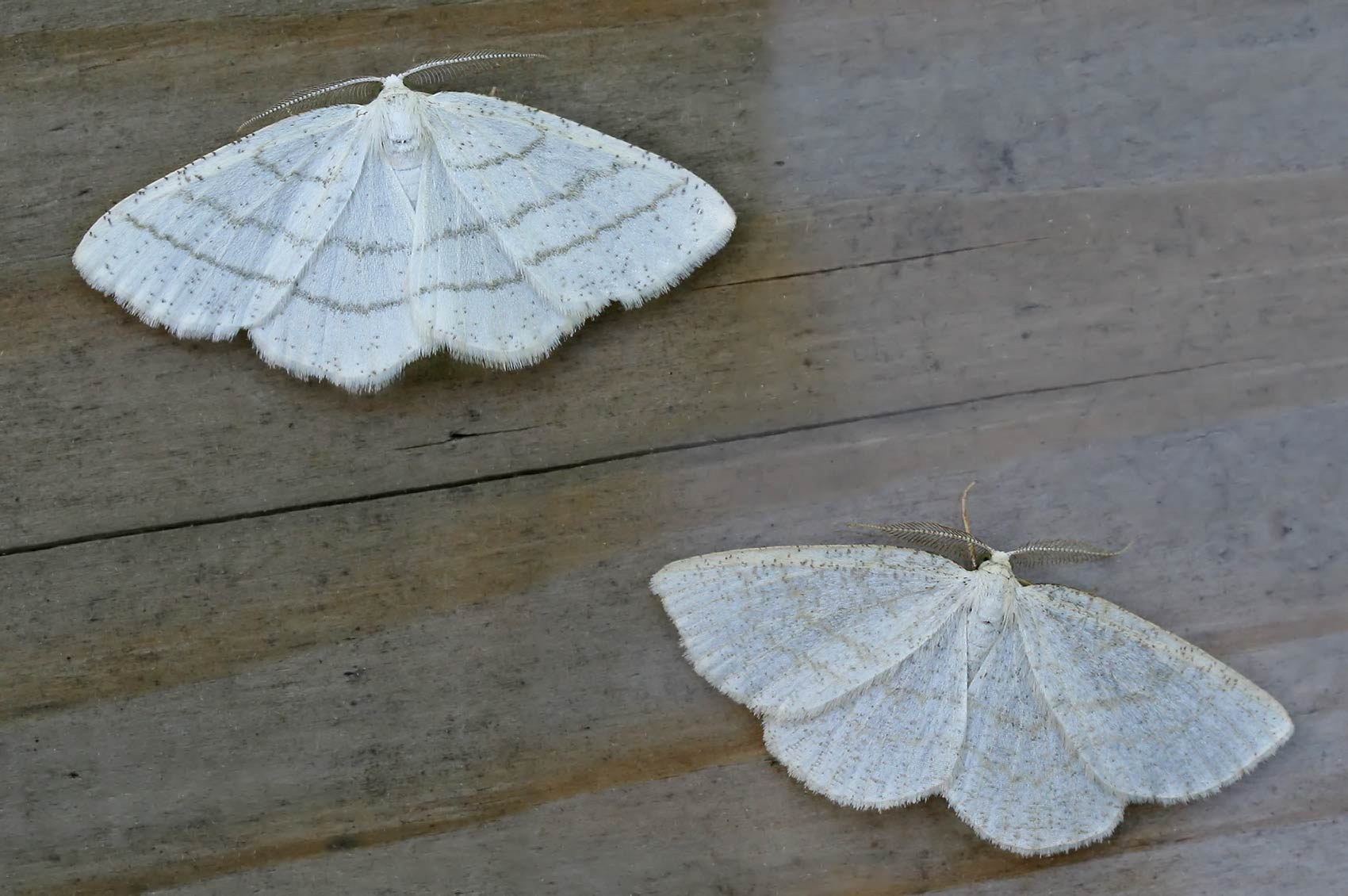
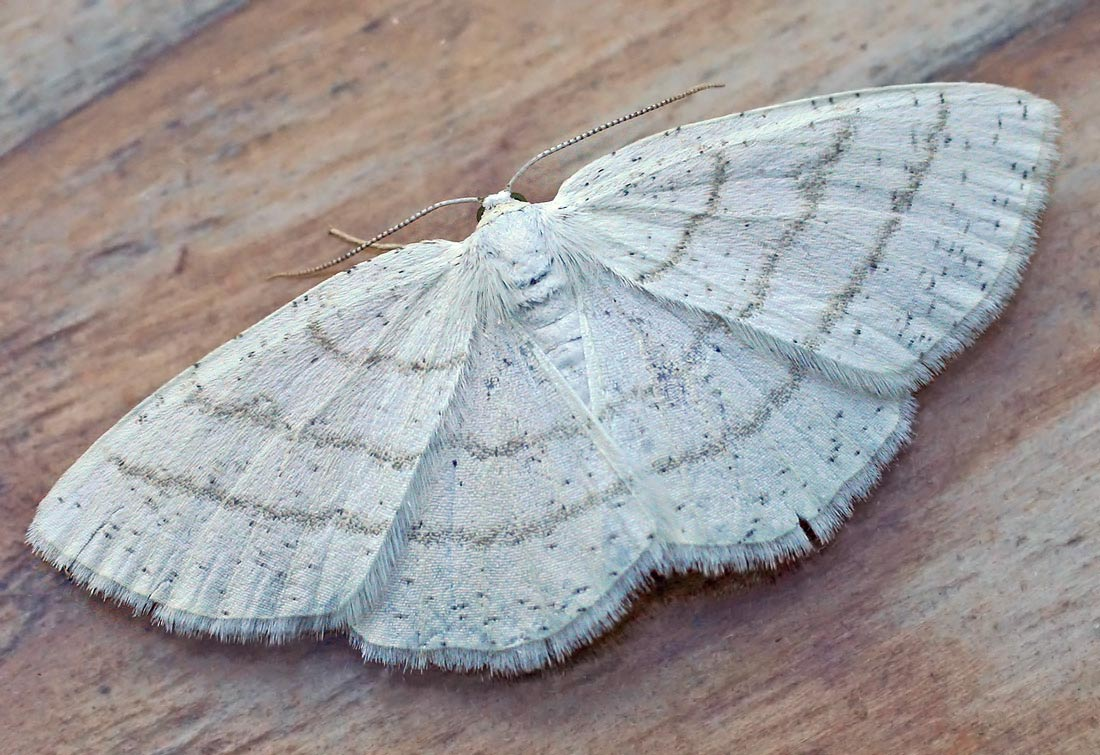
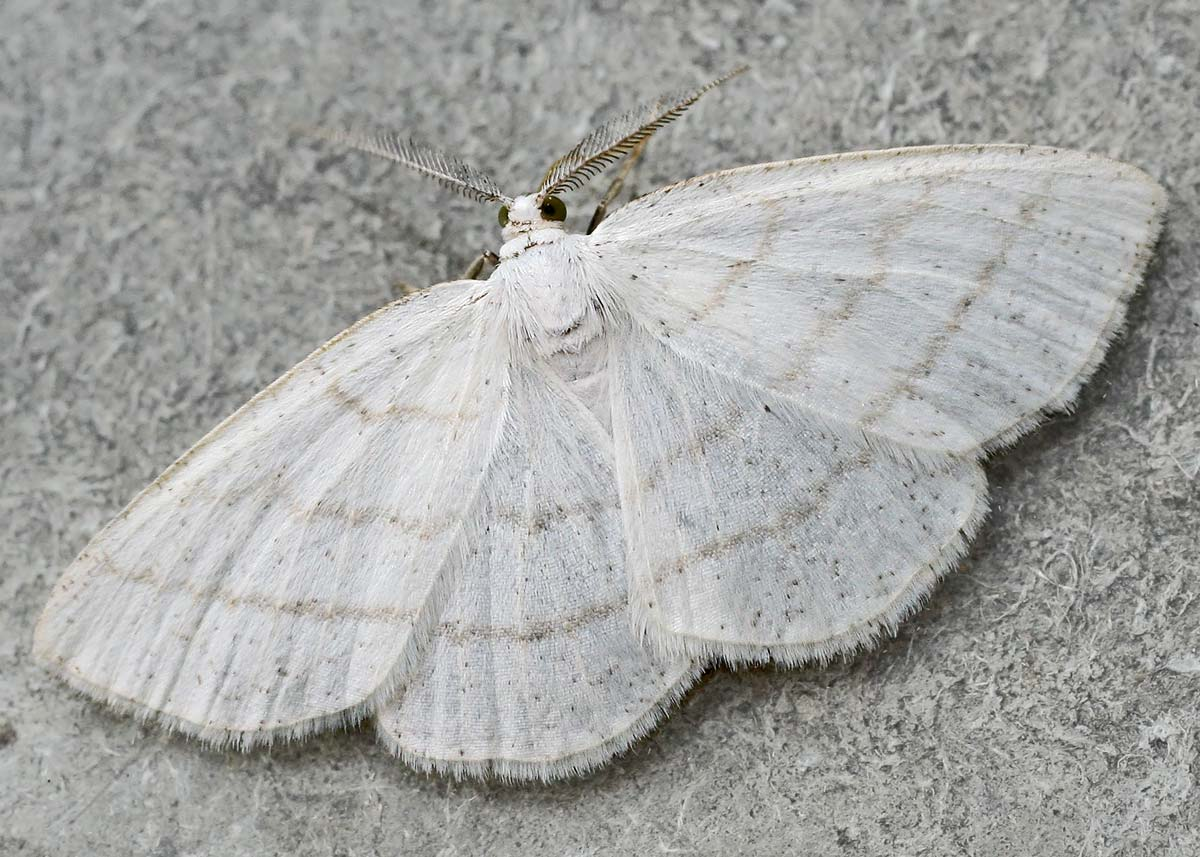
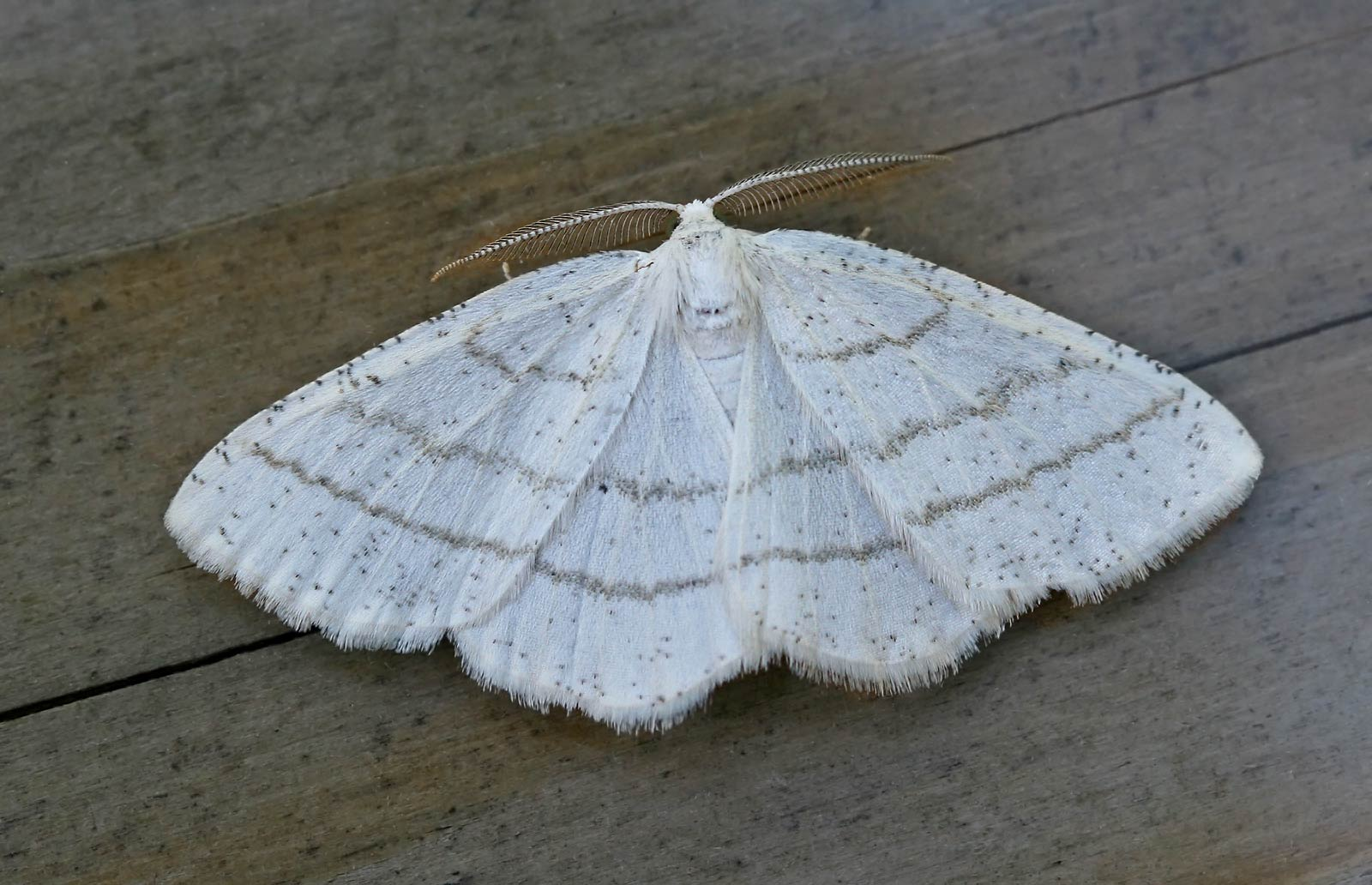
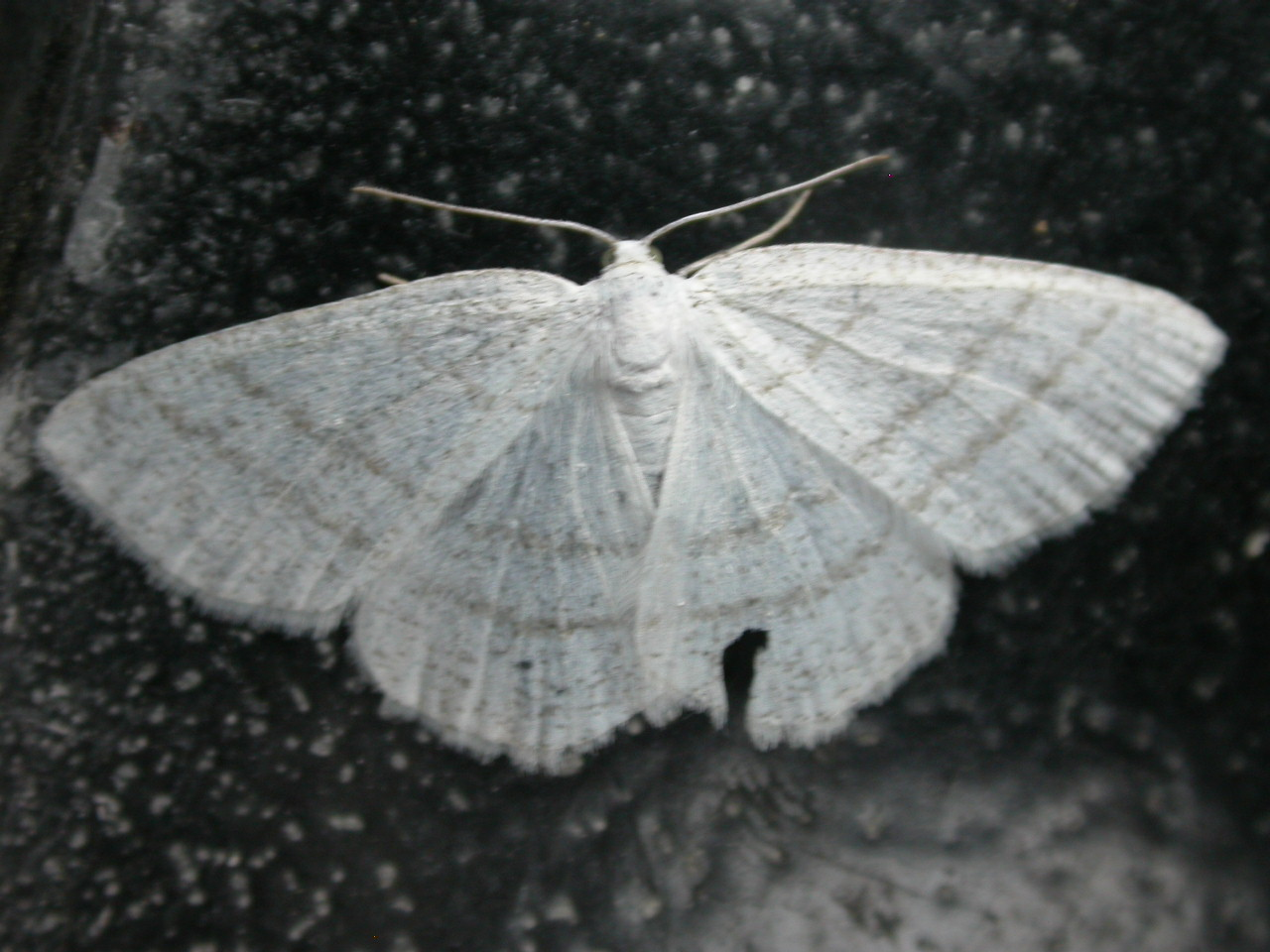